# Šipnata
Šipnata je nenaseljeni otočić u hrvatskom dijelu Jadranskog mora.
Njegova površina iznosi 0,085 km². Dužina obalne crte iznosi 1,14 km.

## Vanjske poveznice
|  | Zajednički poslužitelj ima još gradiva o temi Šipnata |